# Équipe d'Espagne de football au Championnat d'Europe 2000
L'équipe d'Espagne de football participe à son 6e championnat d'Europe lors de l'édition 2000 qui se tient en Belgique et aux Pays-Bas du 10 juin 2000 au 2 juillet 2000. Les Espagnols se classent premiers du groupe C puis ils perdent en quart de finale contre la France.

## Phase qualificative
La phase qualificative est composée de neuf groupes et les neuf vainqueurs de poule ainsi que le meilleur deuxième sont qualifiés. Les huit autres deuxièmes s'affrontent en barrages d'où sortent quatre vainqueurs. Ces quatorze équipes accompagnent la Belgique et les Pays-Bas, qualifiés d'office pour l'Euro 2000 en tant que pays organisateur. L'Espagne termine 1re du groupe 6.
| Rang | Équipe      | Pts | J | G | N | P | Bp | Bc | Diff |  | Résultats (▼ dom., ► ext.) |     |     |     |     |     |
| ---- | ----------- | --- | - | - | - | - | -- | -- | ---- |  | -------------------------- | --- | --- | --- | --- | --- |
| 1    | Espagne     | 21  | 8 | 7 | 0 | 1 | 42 | 5  | +37  |  | Espagne                    |     | 3-0 | 9-0 | 8-0 | 9-0 |
| 2    | Israël      | 13  | 8 | 4 | 1 | 3 | 25 | 9  | +16  |  | Israël                     | 1-2 |     | 5-0 | 3-0 | 8-0 |
| 3    | Autriche    | 13  | 8 | 4 | 1 | 3 | 15 | 20 | -5   |  | Autriche                   | 1-3 | 1-1 |     | 3-1 | 5-0 |
| 4    | Chypre      | 12  | 8 | 4 | 0 | 4 | 12 | 21 | -9   |  | Chypre                     | 3-2 | 3-2 | 0-3 |     | 4-0 |
| 5    | Saint-Marin | 0   | 8 | 0 | 0 | 8 | 1  | 40 | -39  |  | Saint-Marin                | 0-6 | 0-5 | 1-2 | 0-1 |     |

## Phase finale

### Phase de groupe
| Groupe C |                |     |   |   |   |   |    |    |      |
|          | Équipe         | Pts | J | G | N | P | BP | BC | Diff |
| 1        | Espagne        | 6   | 3 | 2 | 0 | 1 | 6  | 5  | +1   |
| 2        | RF Yougoslavie | 4   | 3 | 1 | 1 | 1 | 7  | 7  | 0    |
| 3        | Norvège        | 4   | 3 | 1 | 1 | 1 | 1  | 1  | 0    |
| 4        | Slovénie       | 2   | 3 | 0 | 2 | 1 | 4  | 5  | -1   |

| 13 juin 20h45 | Espagne        | 0 | 1 | Norvège        |
| 13 juin 20h45 | RF Yougoslavie | 3 | 3 | Slovénie       |
| 18 juin 18h00 | Slovénie       | 1 | 2 | Espagne        |
| 18 juin 20h45 | Norvège        | 0 | 1 | RF Yougoslavie |
| 21 juin 18h00 | RF Yougoslavie | 3 | 4 | Espagne        |
| 21 juin 18h00 | Slovénie       | 0 | 0 | Norvège        |

| 13 juin 2000                      | Espagne   | 0 - 1 | Norvège     | Feyenoord Stadion, Rotterdam                       |                                                    |
| 18:00 · Historique des rencontres |           |       | Iversen 65e | Spectateurs : 45 000 Arbitrage : Gamal Al-Ghandour | Spectateurs : 45 000 Arbitrage : Gamal Al-Ghandour |
| 18:00 · Historique des rencontres | (Rapport) |       |             | Spectateurs : 45 000 Arbitrage : Gamal Al-Ghandour | Spectateurs : 45 000 Arbitrage : Gamal Al-Ghandour |

| 18 juin 2000                      | Slovénie    | 1 - 2 | Espagne                  | Amsterdam ArenA, Amsterdam                   |                                              |
| 18:00 · Historique des rencontres | Zahovič 59e |       | Raúl 4e · Etxeberria 60e | Spectateurs : 45 000 Arbitrage : Markus Merk | Spectateurs : 45 000 Arbitrage : Markus Merk |
| 18:00 · Historique des rencontres | (Rapport)   |       |                          | Spectateurs : 45 000 Arbitrage : Markus Merk | Spectateurs : 45 000 Arbitrage : Markus Merk |

| 21 juin 2000                      | RF Yougoslavie                                   | 3 - 4 | Espagne                                                | Stade Jan Breydel, Bruges                         |                                                   |
| 18:00 · Historique des rencontres | Milošević 30e · Govedarica 50e · Komljenović 75e |       | Alfonso 38e, 90+5e · Munitis 51e · Mendieta 90e (pen.) | Spectateurs : 22 000 Arbitrage : Gilles Veissière | Spectateurs : 22 000 Arbitrage : Gilles Veissière |
| 18:00 · Historique des rencontres | (Rapport)                                        |       |                                                        | Spectateurs : 22 000 Arbitrage : Gilles Veissière | Spectateurs : 22 000 Arbitrage : Gilles Veissière |

### Quart de finale
| 25 juin 2000                      | France                       | 2 - 1 | Espagne             | Stade Jan Breydel, Bruges                          |                                                    |
| 20:45 · Historique des rencontres | Zidane 32e · Y.Djorkaeff 44e |       | Mendieta 38e (pen.) | Spectateurs : 30 000 Arbitrage : Pierluigi Collina | Spectateurs : 30 000 Arbitrage : Pierluigi Collina |
| 20:45 · Historique des rencontres | (Rapport)                    |       |                     | Spectateurs : 30 000 Arbitrage : Pierluigi Collina | Spectateurs : 30 000 Arbitrage : Pierluigi Collina |

## Effectif
Sélectionneur : José Antonio Camacho
| No. | Pos.      | Joueur              | Date de naissance et âge | Sélec. | Club                 |
| --- | --------- | ------------------- | ------------------------ | ------ | -------------------- |
| 1   | Gardien   | Santiago Cañizares  | 18 décembre 1969         | 24     | Valence CF           |
| 2   | Défenseur | Míchel Salgado      | 22 octobre 1975          | 13     | Real de Madrid       |
| 3   | Défenseur | Agustín Aranzábal   | 15 mars 1973             | 18     | Real Sociedad        |
| 4   | Milieu    | Josep Guardiola     | 18 janvier 1971          | 35     | FC Barcelone         |
| 5   | Défenseur | Abelardo            | 19 avril 1970            | 43     | FC Barcelone         |
| 6   | Défenseur | Fernando Hierro     | 23 mars 1968             | 71     | Real de Madrid       |
| 7   | Milieu    | Iván Helguera       | 28 mars 1975             | 6      | Real de Madrid       |
| 8   | Milieu    | Fran                | 14 juillet 1969          | 10     | Deportivo La Corogne |
| 9   | Attaquant | Pedro Munitis       | 19 juin 1975             | 10     | Racing Santander     |
| 10  | Attaquant | Raúl                | 27 juin 1977             | 31     | Real de Madrid       |
| 11  | Attaquant | Alfonso             | 26 septembre 1972        | 32     | Betis Séville        |
| 12  | Défenseur | Sergi               | 28 décembre 1971         | 44     | FC Barcelone         |
| 13  | Gardien   | Iker Casillas       | 20 mai 1981              | 1      | Real de Madrid       |
| 14  | Milieu    | Gerard              | 12 mars 1979             | 0      | Valence CF           |
| 15  | Milieu    | Vicente Engonga     | 20 octobre 1965          | 13     | RCD Majorque         |
| 16  | Milieu    | Gaizka Mendieta     | 27 mars 1974             | 13     | Valence CF           |
| 17  | Attaquant | Joseba Etxeberría   | 5 septembre 1977         | 26     | Athletic Bilbao      |
| 18  | Défenseur | Paco                | 18 avril 1970            | 12     | Real Saragosse       |
| 19  | Défenseur | Juan Velasco        | 17 mai 1977              | 3      | Celta Vigo           |
| 20  | Attaquant | Ismael Urzaiz       | 7 octobre 1971           | 16     | Athletic Bilbao      |
| 21  | Milieu    | Juan Carlos Valerón | 17 juin 1975             | 9      | Atlético Madrid      |
| 22  | Gardien   | José Molina         | 8 août 1970              | 8      | Atlético Madrid      |

## Navigation